# Avaré

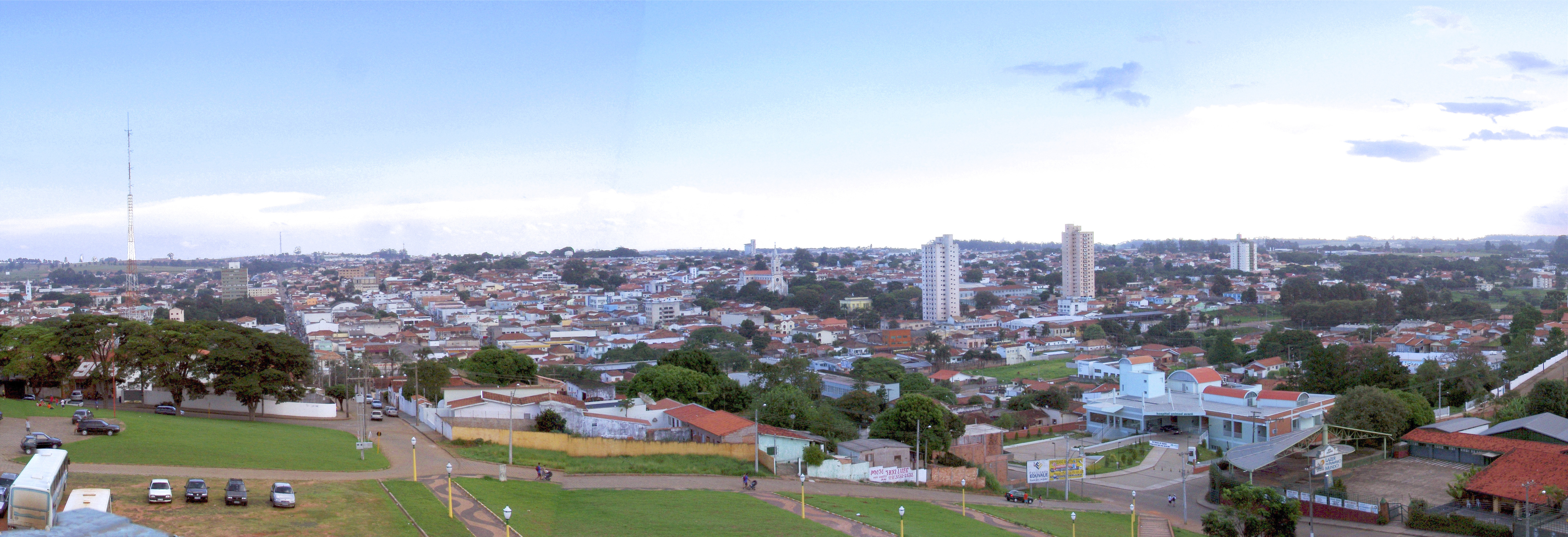
Avaré

Avaré este un oraș în statul São Paulo, Brazilia.

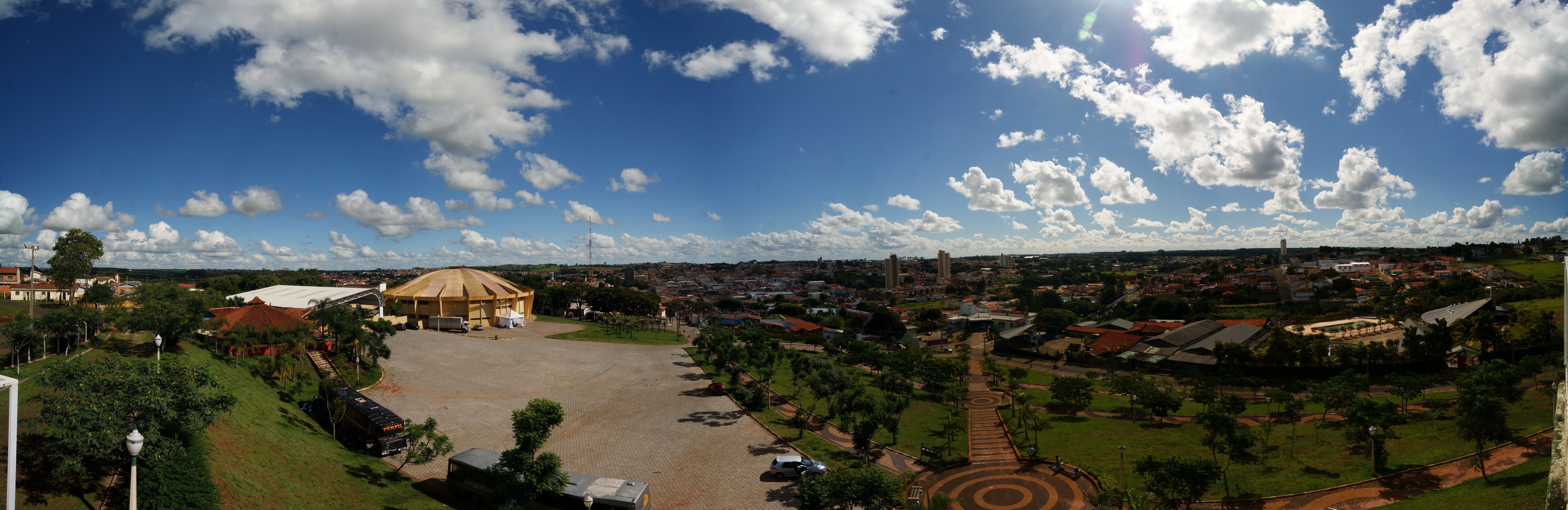